# Limnophyes isigafegeus
Limnophyes isigafegeus är en tvåvingeart som beskrevs av Sasa och Suzuki 2000. Limnophyes isigafegeus ingår i släktet Limnophyes och familjen fjädermyggor. Inga underarter finns listade i Catalogue of Life.